# Super Collider (chanson)
Pour les articles homonymes, voir Super collider (homonymie).
Singles de Megadeth
Whose Life (Is It Anyways?)
(2011)
Super Collider est une chanson du groupe Megadeth et premier single extrait de l'album éponyme. Le single est publié le 23 avril 2013 au format numérique via iTunes,.
Le 10 mai, le groupe tourne le clip pour Super Collider à Los Angeles mettant en scène la chanteuse et actrice Hunter Elizabeth dans le rôle principal.
Un clip dans lequel elle joue le rôle d'une lycéenne qui est toujours en couple malgré les années passées de la remise des diplômes à la réunion des 10 ans, les deux personnages réussissent, l'un étant modèle et l'autre mathématicien.

## Développement
Selon Dave Mustaine, la chanson est inspirée de la recherche de la particule élémentaire boson de Higgs du laboratoire européen pour la physique des particules et d'une particule d'un collisionneur, mais la chanson porte principalement sur l'insignifiance dont les mauvaises choses arrivent, d'aller sortir passer un bon moment et de se serrer les coudes jusqu'à la fin du monde quand « le monde explose comme un super collisionneur ».

« J'étais à Santa Barbara, et l'USA Today, comme un journal, j'ai commencé à lire il y a bien longtemps parce qu'il y avait le sudoku. Et il y avait une histoire là dedans sur la façon dont ils avaient finalement identifié la masse qui fait le tour des molécules et du truc; nommée boson de Higgs et nous l'avions fait avec le Super Collisionneur. Et j'ai pensé: « Wow, c'est une histoire vraiment cool. » En fait,  la chose est appelée la « particule de Dieu ». Et j'ai pensé, sachant comment les gens ont l'esprit fermé et sont avec ma foi et pensant que cela va changer qui je suis en tant que personne - ce qu'il a fait - et cela qui serait aussi en corrélation dans le changement de mon jeu de guitare, qu'il n'a pas fait, je ne voulais pas avoir une chanson intitulée « God Particle », parce que chaque village a ses idiots, et malheureusement pour moi, un tas d'entre eux me suivent sur internet. »

— Dave Mustaine

## Critiques
Le single est mal accueilli par la critique dès sa sortie, qualifiant la chanson comme étant la plus « merdique » que le groupe n'ait jamais publié depuis l'album Risk.
Toutefois, Graham Hartmann du site Loudwire, émet de bonnes critiques sur le son global et le solo du titre tout en précisant que la chanson est orientée pour être diffusée en radio, procédé inhabituel de Megadeth.

## Composition du groupe
- Dave Mustaine - chants, guitare rythmique & solo
- Chris Broderick - guitare rythmique & solo
- David Ellefson - basse
- Shawn Drover - batterie